# Wahlbezirk Böhmen 44
Der Wahlbezirk Böhmen 44 war ein Wahlkreis für die Wahlen zum Abgeordnetenhaus im österreichischen Kronland Böhmen. Der Wahlbezirk wurde 1907 mit der Einführung der Reichsratswahlordnung geschaffen und bestand bis zum Zusammenbruch der Habsburgermonarchie.

## Geschichte
Nachdem der Reichsrat im Herbst 1906 das allgemeine, gleiche, geheime und direkte Männerwahlrecht beschlossen hatte, wurde mit 26. Jänner 1907 die große Wahlrechtsreform durch Sanktionierung von Kaiser Franz Joseph I. gültig. Mit der neuen Reichsratswahlordnung schuf man insgesamt 516 Wahlbezirke, wobei mit Ausnahme Galiziens in jedem Wahlbezirk ein Abgeordneter im Zuge der Reichsratswahl gewählt wurde. Der Abgeordnete musste sich dabei im ersten Wahlgang oder in einer Stichwahl mit absoluter Mehrheit durchsetzen. Der Wahlkreis Böhmen 44 umfasste die Gerichtsbezirke Adlerkosteletz, Reichenau an der Kněžna und Senftenberg, wobei folgende Gemeinden ausgenommen waren:
- aus dem Gerichtsbezirk Adlerkosteletz die gleichnamige Stadt Adlerkosteletz sowie die Gemeinde Tinischt (Wahlbezirk 24)
- aus dem Gerichtsbezirk Reichenau an der Kněžna die gleichnamige Stadt Reichenau an der Kněžna sowie die Gemeinde Wamberg (Wahlbezirk 24)
- aus dem Gerichtsbezirk Senftenberg die gleichnamige Stadt Senftenberg (Wahlbezirk 26)

Aus der Reichsratswahl 1907 ging der Agrarier František Chaloupka als Sieger hervor. Bei der Reichsratswahl 1911 konnte Chaloupka sein Mandat erfolgreich verteidigen.

## Wahlergebnisse

### Reichsratswahl 1907
Die Reichsratswahl 1907 wurde am 14. Mai 1907 (erster Wahlgang) sowie am 23. Mai 1907 (Stichwahl) durchgeführt.

#### Erster Wahlgang
| Kandidat                                                                       | Partei                                  | Wahlkreis- stimmen | Prozent |
| ------------------------------------------------------------------------------ | --------------------------------------- | ------------------ | ------- |
| František Chaloupka                                                            | Tschechische Agrarpartei                | 3600               | 32,7 %  |
| Martin Šváb                                                                    | Tschechische Sozialdemokratische Partei | 3303               | 30,0 %  |
| Ferdinand Vogl                                                                 | Agrarier                                | 3203               | 29,1 %  |
| Antonín Hynek                                                                  | Radikaler Staatsrechtler                | 686                | 6,2 %   |
| František Filip                                                                | Jungtschechen                           | 183                | 1,7 %   |
|                                                                                | Sonstige Parteien                       | 50                 | 0,5 %   |
| Wahlberechtigte: 13.265, Ungültige/Leere Stimmen: 137, Wahlbeteiligung: 84,1 % |                                         |                    |         |

#### Stichwahl
| Kandidat                                                                       | Partei                                  | Wahlkreis- stimmen | Prozent |
| ------------------------------------------------------------------------------ | --------------------------------------- | ------------------ | ------- |
| František Chaloupka                                                            | Tschechische Agrarpartei                | 5701               | 56,9 %  |
| Martin Šváb                                                                    | Tschechische Sozialdemokratische Partei | 4322               | 43,1 %  |
| Wahlberechtigte: 13.265, Ungültige/Leere Stimmen: 135, Wahlbeteiligung: 76,6 % |                                         |                    |         |

### Reichsratswahl 1911
Die Reichsratswahl 1911 wurde am 13. Juni 1911 sowie am 20. Juni 1911 (Stichwahl) durchgeführt.

#### Erster Wahlgang
| Kandidat                                                                       | Partei                                               | Wahlkreis- stimmen | Prozent |
| ------------------------------------------------------------------------------ | ---------------------------------------------------- | ------------------ | ------- |
| František Chaloupka                                                            | Tschechische Agrarpartei                             | 4635               | 45,7 %  |
| Josef Novotný                                                                  | Tschechische Christlichsoziale Partei                | 2713               | 26,7 %  |
| František Novák                                                                | Tschechische Sozialdemokratische Partei              | 2062               | 20,3 %  |
| František Kocour                                                               | Tschechisch national-soziale Partei                  | 682                | 6,7 %   |
|                                                                                | Tschechische staatsrechtlich-fortschrittliche Partei | 26                 | 0,3 %   |
|                                                                                | Sonstige Parteien                                    | 28                 | 0,3 %   |
| Wahlberechtigte: 13.300, Ungültige/Leere Stimmen: 151, Wahlbeteiligung: 77,4 % |                                                      |                    |         |

#### Stichwahl
| Kandidat                                                                       | Partei                                | Wahlkreis- stimmen | Prozent |
| ------------------------------------------------------------------------------ | ------------------------------------- | ------------------ | ------- |
| František Chaloupka                                                            | Tschechische Agrarpartei              | 6085               | 62,9 %  |
| Josef Novotný                                                                  | Tschechische Christlichsoziale Partei | 3587               | 37,1 %  |
| Wahlberechtigte: 13.300, Ungültige/Leere Stimmen: 149, Wahlbeteiligung: 73,8 % |                                       |                    |         |